# Archeosmylus stigmatus
Archeosmylus stigmatus là một loài côn trùng trong họ Archeosmylidae thuộc bộ Neuroptera. Loài này được Riek miêu tả năm 1955.